# Rafik Guitane
Rafik Guitane (Évreux, 26 de mayo de 1999) es un futbolista francés que juega de centrocampista en el G. D. Estoril Praia de la Primeira Liga.

## Trayectoria
Guitane comenzó su carrera deportiva en el Le Havre A. C., con el que debutó como profesional el 4 de diciembre de 2016, en un partido de la Copa de Francia. En la Ligue 2 debutó el 19 de septiembre de 2017 frente al F. C. Sochaux.

### Rennes
En febrero de 2018 fichó por el Stade Rennais, que lo mantuvo cedido hasta el final de temporada en el Le Havre.
En la Ligue 1 debutó el 20 de octubre de 2019, en un partido frente al A. S. Mónaco. En esta temporada debutó también en competición europea, en la derrota del Rennes por 1-0 frente al CFR Cluj en la Liga Europa de la UEFA 2019-20.
Para la temporada 2020-21 se acordó su cesión al C. S. Marítimo de la Primeira Liga portuguesa. Al curso siguiente se marchó al Stade de Reims, que inmediatamente lo cedió al C. S. Marítimo. En Reims estuvo la primera parte de la campaña 2022-23 y en el mes de enero regresó a Portugal para jugar en el G. D. Estoril Praia. Después de este préstamo se quedó en el club firmando un contrato hasta 2026.
El 31 de agosto de 2024 fue cedido al S. C. Braga con una opción de compra de cinco millones de euros. Apenas jugó tres partidos, por lo que a finales de año ambos clubes acordaron poner fin a la cesión.

## Selección nacional
Guitane fue internacional sub-17, sub-18, sub-19 y sub-20 con la selección de fútbol de Francia.

## Clubes
| Club                         | País     | Año       |
| ---------------------------- | -------- | --------- |
| Le Havre A. C.               | Francia  | 2016-2018 |
| Stade Rennais F. C.          | Francia  | 2018-2021 |
| Le Havre A. C. (cedido)      | Francia  | 2018      |
| C. S. Marítimo (cedido)      | Portugal | 2020-2021 |
| Stade de Reims               | Francia  | 2021-2023 |
| C. S. Marítimo (cedido)      | Portugal | 2021-2022 |
| G. D. Estoril Praia (cedido) | Portugal | 2023      |
| G. D. Estoril Praia          | Portugal | 2023-     |
| S. C. Braga (cedido)         | Portugal | 2024      |